# Jameel Warney
Jameel Warney (Nuevo Brunswick, Nueva Jersey, 31 de enero de 1994) es un baloncestista estadounidense que pertenece a los Seoul SK Knights de la KBL coreana. Con 2,03 metros de estatura, juega en la posición de ala-pívot.

## Trayectoria deportiva

### Universidad
Jugó cuatro temporadas con los Seawolves de la Universidad de Stony Brook, en las que promedió 15,8 puntos, 9,4 rebotes y 1,6 asistencias por partido. Tras ser elegido rookie del año en 2013, las tres temporadas siguientes fue elegido Jugador del Año de la America East Conference, convirtiéndose en el tercer jugador en la historia en garar en tres ocasiones el galardón, tras Reggie Lewis y Taylor Coppenrath.
Acabó como el máximo anotador, reboteador y taponador de la historia de su universidad, convirtiéndose además en el jugador n.º 110 en la historia de la División I de la NCAA en conseguir más de 2.000 puntos y 1.000 rebotes a lo largo de su carrera universitaria.

#### Estadísticas
| Año     | Equipo      | PJ | PT | MPP  | %TC  | %3P | %TL  | RPP  | APP | ROB | TPP | PPP  |
| ------- | ----------- | -- | -- | ---- | ---- | --- | ---- | ---- | --- | --- | --- | ---- |
| 2012–13 | Stony Brook | 33 | 33 | 27.2 | .618 | 0.0 | .557 | 7.2  | 0.9 | 0.7 | 1.5 | 12.4 |
| 2013–14 | Stony Brook | 34 | 31 | 29.4 | .616 | 0.0 | .606 | 8.0  | 1.9 | 0.7 | 1.2 | 14.5 |
| 2014–15 | Stony Brook | 35 | 34 | 33.0 | .538 | 0.0 | .574 | 11.7 | 2.1 | 0.7 | 2.5 | 16.8 |
| 2015–16 | Stony Brook | 33 | 33 | 32.9 | .628 | 0.0 | .624 | 10.8 | 1.6 | 0.9 | 3.0 | 19.8 |
| Total   | Total       |    |    | 30.7 | .596 | 0.0 | .592 | 9.4  | 1.6 | 0.8 | 2.0 | 15.8 |

### Profesional
Tras no ser elegido en el Draft de la NBA de 2016, jugó con los Dallas Mavericks las ligas de verano de la NBA. Firmó contrato el 27 de julio, pero fue despedido el 16 de octubre, tras disputar tres partidos de pretemporada.
[actualizar]

## Selección nacional
Warney fue miembro de la selección de baloncesto de Estados Unidos que ganó el Campeonato FIBA Américas de 2017. Posteriormente representó a su país en 4 partidos de la clasificación de FIBA Américas para la Copa Mundial de Baloncesto de 2019.